# Meike Pfister
Meike Pfister est une skieuse alpine allemande, née le 6 février 1996.

## Biographie
Licenciée au SC Krumbach, elle prend part à des courses de la FIS à partir de la saison 2011-2012 et de la Coupe d'Europe en 2014.
Elle débute en Coupe du monde en janvier 2017 à Garmisch-Partenkirchen. Elle marque ses premiers points un an plus tard au même lieu avec une 27e place sur la descente. Elle est 14e le lendemain sur la deuxième descente, mais n'obtient pas son ticket pour les Jeux olympiques de Pyeongchang. Elle est aussi 19e du super G de Crans Montana pour sa prochaine course. 
Elle est selectionnée pour les Championnats du monde 2019, où elle est 23e de la descente et 22e du combiné. Elle chute ensuite à l'entraînement à Crans Montana et doit mettre terme a sa saison, d'une fait d'une blessure a l'épaule.

## Palmarès

### Championnats du monde
| Épreuve / Édition | Åre 2019 |
| ----------------- | -------- |
| Descente          | 23e      |
| Super G           | Abandon  |
| Combiné           | 22e      |

### Coupe du monde
- Meilleur classement général : 92e en 2018.

| Année/Classement | Général | Général | Descente | Descente | Slalom | Slalom | Slalom géant | Slalom géant | Super G | Super G | Combiné | Combiné |
| Année/Classement | Class.  | Points  | Class.   | Points   | Class. | Points | Class.       | Points       | Class.  | Points  | Class.  | Points  |
| ---------------- | ------- | ------- | -------- | -------- | ------ | ------ | ------------ | ------------ | ------- | ------- | ------- | ------- |
| 2018             | 92e     | 34      | 37e      | 22       | -      | -      | -            | -            | 45e     | 12      | -       | -       |
| 2019             | 116e    | 10      | 46e      | 7        | -      | -      | -            | -            | 48e     | 3       | -       | -       |